# Браун, Уилсон Райт
Уилсон Райт Браун (Wilson Wright Brown) — солдат армии США. В период Гражданской войны участвовал в рейде Эндрюса, за что стал одним из первых кавалеров Медали Почёта.

## Военная служба
Родился 25 декабря 1839 года в округе Логан штата Огайо. 6 сентября 1861 года он записался на военную службу в роту F из 21-го Огайского добровольческого пехотного полка, сформированного в округе Дефайанс. 19 сентября в Финдли он был принят в армию США. Его боевое крещение произошло 8–9 ноября 1861 года в битве у горы Айви (Ivy Mountain).
В апреле 1862 года принял участие в дерзкой операции, известной как «рейд Эндрюса» (в честь лидера — шпиона Джеймса Эндрюса) или «Великая паровозная гонка»; Уилсон Браун был отобран для неё, так как до войны работал машинистом на Мобил—Огайской железной дороге. В ходе этого рейда отряд из 22 солдат-добровольцев и 2 гражданских проник в штат Джорджия в тылу Конфедерации и угнал состав во главе с паровозом «Генерал», после чего направился на нём на север с целью нанести максимальный ущерб Западно-Атлантической железной дороге, которая имела огромную стратегическую важность для армии Юга. Изначально вести угнанный локомотив должен был опытный машинист и капрал Мартин Хоукинс, однако тот по неясной причине проспал рейд и не смог в нём участвовать. В связи с этим обязанности машиниста были переложены на Уильяма Найта, который в действительности до войны работал лишь на паровой лесопилке, а помогать ему должен был бывший машинист Браун, который также выполнял обязанности кочегара. Паровозная гонка продлилась почти 89 миль (143 км), однако из-за преследования группой железнодорожников, использующих паровоз «Техас», северяне были вынуждены бросить «Генерала», а в течение нескольких последующих дней они все были пойманы. В июне 1862 года восемь рейдеров были повешены в Атланте. Тогда 16 октября того же года восемь рейдеров, включая Брауна, сбежали из плена и после трудного перехода наконец достигли территории Союза.
1 ноября 1862 года был повышен до сержанта. Принимал участие в сражении на реке Стоун (31 декабря 1862 — 3 января 1863), а также в битве при Чикамоге (сентябрь 1863); в последней был ранен. 17 сентября 1863 года приказом президента США был награждён медалью Почёта за участие в рейде Эндрюса. 15 мая 1864 года был уволен со службы.

## Личная жизнь
12 июля 1863 года женился на Клариссе Лоуман (Clarissa Lowman); в этом браке родились восемь детей.
После войны поддерживал дружеские отношения с Джейкобом Парротом — напарником по рейду Эндрюса. Их дружба привела к тому, что единственный сын Паррота — Джон Мэрион (John Marion Parrott), женился на Эдите Гертруде Браун (Edith Gertrude Brown) — одной из дочерей Уилсона Брауна. Браун дружил и с Уильямом Фуллером, который в том рейде был преследователем, а также посещал периодические встречи выживших рейдеров в Атланте.
Умер в Рождество 1916 года в возрасте 77 лет. Похоронен на кладбище Нью-Беллвилл-Ридж (New Belleville Ridge Cemetery) в Даулинге (Огайо).
В 2012 году после судебных урегулирований оригинальная медаль Почёта 1863 года была передана на хранение в Центр ветеранов в Толидо (Огайо). Копию медали 1904 года (тогда дизайн награды был изменён) вместе с оригинальными документами Брауна его потомки передали Южному музею Гражданской войны и истории локомотивов в Кеннесо (Джорджия).

## В культуре
В фильме «Крутой маршрут» 1956 года, снятого студией Walt Disney Pictures, роль Уилсона Брауна сыграл музыкант Стэн Джонс.